# Alan Johnson
Alan Arthur Johnson (Paddington, 17 maggio 1950) è un politico britannico.
Dal 5 giugno 2009 all'11 maggio 2010 ha ricoperto la carica di Segretario di Stato per gli Affari Interni del Regno Unito. Dal 1997 al 2017 è stato il deputato che ha rappresentato il collegio di Kingston upon Hull West and Hessle.